# 野迫川村立野迫川小学校
野迫川村立野迫川小学校（のせがわそんりつ のせがわしょうがっこう）は、奈良県吉野郡野迫川村大字北股に存在した野迫川村唯一の公立小学校。

## 概要
校区は8地区有り、約半数の児童がバスで通学している。児童数、全体で16名。山間部に位置するため、村へのアクセスが困難なことからへき地等級2級。

## 沿革
- 2004年（平成16年）4月 - 北股小学校・野川小学校が統合し、野迫川小学校として統合。
- 2013年（平成25年）4月 - 校舎を野迫川中学校と統合[3]し、入学式や始業式、終業式なども一緒に行うこととした。
- 2015年（平成27年）4月 - 校舎に「野迫川村立へきち保育所」も統合。
- 2021年（令和3年）3月 - 野迫川中学校との併設一貫校から義務教育学校野迫川小中学校への移行に伴い廃校[4]。

## 教育目標
- 目指す児童像
  - 豊かな心を持ち、人に優しく、なかまを大切にする子
  - 自ら進んで取り組み、はっきりと自分の考えを言える子
  - 心身ともにたくましく、物事に根気よく取り組む子

## 学区
- 野迫川村全域

## 卒業生の進路
公立中学校の場合
- 野迫川村立野迫川中学校

## アクセス
- JR西日本和歌山線橋本駅から車で約60分